# Kepurinės pelkė
Kepurinės pelkė este o arie protejată (arie specială de conservare — SAC, sit de importanță comunitară — SCI) din Lituania întinsă pe o suprafață de 700 ha, integral pe uscat.

## Localizare
Centrul sitului Kepurinės pelkė este situat la coordonatele 55°46′48″N 25°13′39″E / 55.78°N 25.2275°E.

## Înființare
Situl Kepurinės pelkė a fost declarat sit de importanță comunitară în ianuarie 2004 pentru a proteja 2 specii de animale. Situl a fost protejat și ca arie specială de conservare în martie 2009.

## Biodiversitate
Situată în ecoregiunea boreală, aria protejată conține 5 habitate naturale: Lacuri și iazuri distrofice naturale, Turbării active, Mlaștini turboase de tranziție și turbării mișcătoare, Taiga vestică, Mlaștini împădurite.
La baza desemnării sitului se află mai multe specii protejate:
- mamifere (1): vidră de râu (Lutra lutra)
- nevertebrate (1): fluturele auriu (Euphydryas aurinia)